# Haenyeo

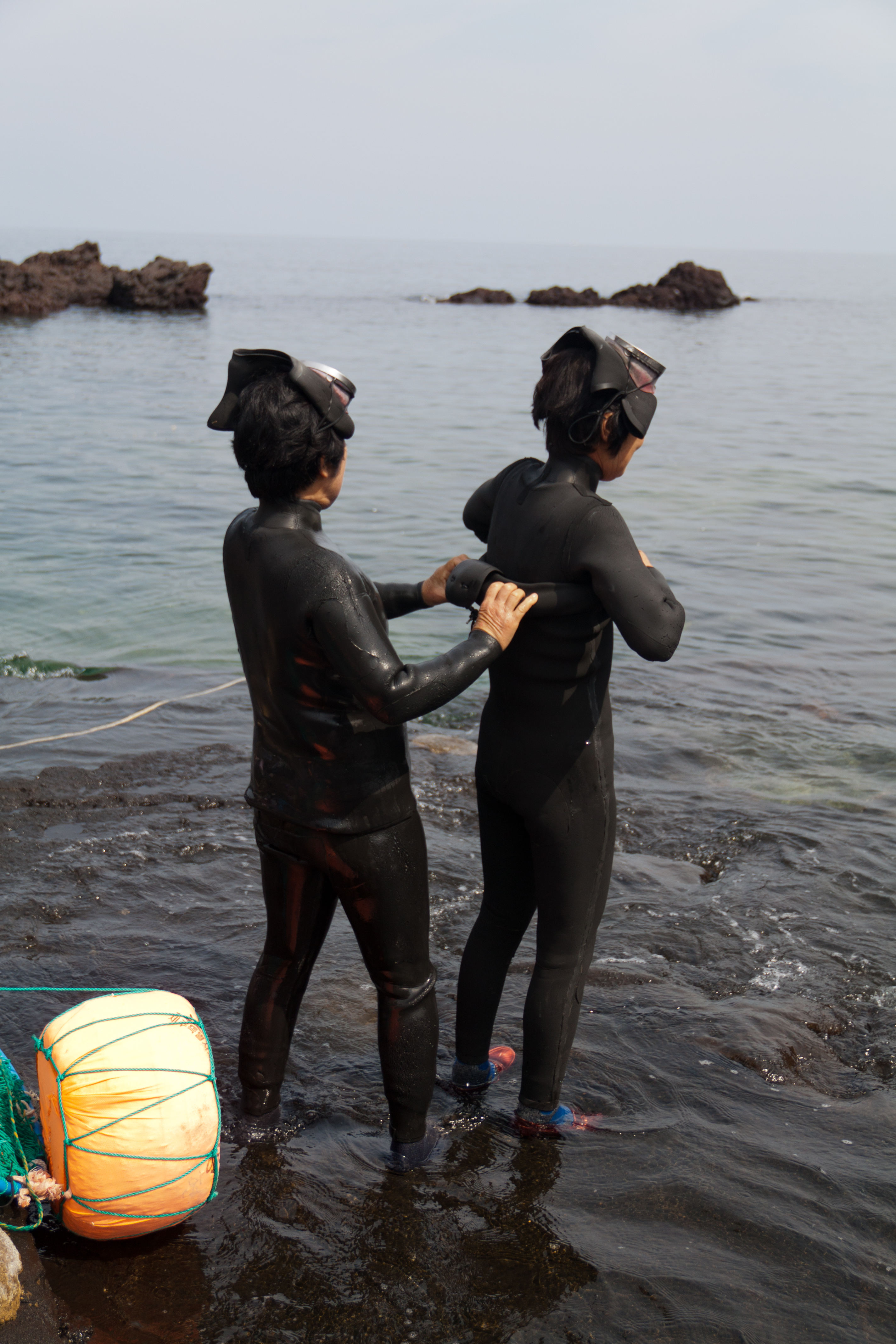
Dos Haenyeo en Jeju.

Haenyeo (en hangul, 해녀; en hanja, 海女; literalmente, «mujeres del mar») es un término coreano para referirse a las mujeres buceadoras de la isla surcoreana de Jeju. Son conocidas por su espíritu independiente, férrea voluntad o determinación, y representan la estructura familiar semi-matriarcal de esta isla coreana. En la actualidad constituyen uno de los principales símbolos turísticos y culturales de Corea.
La cultura que rodea a las haenyeo de Jeju fue considerada Patrimonio Cultural Inmaterial de la Humanidad por la Unesco en 2016.

## Historia
La tradición de las buceadoras de Jeju se remonta al año 434. Originalmente, este tipo de buceo era una profesión exclusivamente masculina, con la excepción de las mujeres que trabajaban junto a sus maridos. No fue hasta el siglo XVII que apareció la primera mención escrita de las buceadoras, en una monografía sobre la geografía de Jeju que las describe como jamnyeo (lit., «mujeres buceadoras»). En el siglo XVIII las buceadoras, que para entonces eran denominadas comúnmente como haenyeo, superó en número a los buceadores varones. Otra explicación de este fenómeno es la condición fisiológica femenina: las mujeres tienen una mayor grasa subcutánea y un umbral de temblor más alto que los hombres, haciéndolas más aptas para soportar aguas frías. Un documento del siglo XVIII registró la imposición de un tributo de pago en especie de Haliotis secos, factor que obligó a muchas mujeres a bucear en aguas frías en búsqueda de este tipo de molusco.
Dado que el buceo en el mar se acabó convirtiendo en una industria prácticamente dominada por las mujeres, muchas de las haenyeo sustituyeron posteriormente a sus maridos como principal sostén de la familia. Esta tendencia se incrementó especialmente después de que Corea se convirtió en una colonia japonesa y el buceo se convirtió en una actividad mucho más lucrativa. Hasta el periodo anterior a la colonización japonesa, buena parte de las capturas que realizaban las buceadoras eran entregadas a las autoridades de Choson como un tributo. Sin embargo, cuando los japoneses se instalaron en Corea abolieron esta tradición, permitiendo que las haenyeo pudiesen vender sus capturas en el mercado libre y pudiesen sacar beneficios. Además, los comerciantes japoneses y coreanos contrataban a las buceadoras para que trabajasen para ellos en Japón o en el continente coreano como trabajadoras asalariadas, contribuyendo a mejorar enormemente su situación financiera. Desde 1903 las haenyeo empezaron a ser contratadas para trabajar en Japón, donde coexistieron con las ama niponas; hacia 1937 el número de haenyeo que buceaban en aguas japonesas era de 1601 mujeres. En Yeonpyeong-ri —una isla cercana a Incheon, donde trabajan muchas haenyeo— sus salarios constituían, como promedio, un 40-48 % de los ingresos totales de una familia típica de la zona. La posición preeminente de las buceadoras en la economía de Jeju y en las unidades familiares continuaron teniendo una cierta importancia incluso después de la colonización japonesa. A comienzos de la década de 1960, por ejemplo, las recolecciones de las haenyeo representaban el 60 % de los ingresos pesqueros de Jeju, mientras entre los maridos existían importantes tasas de desempleo.

### Época reciente

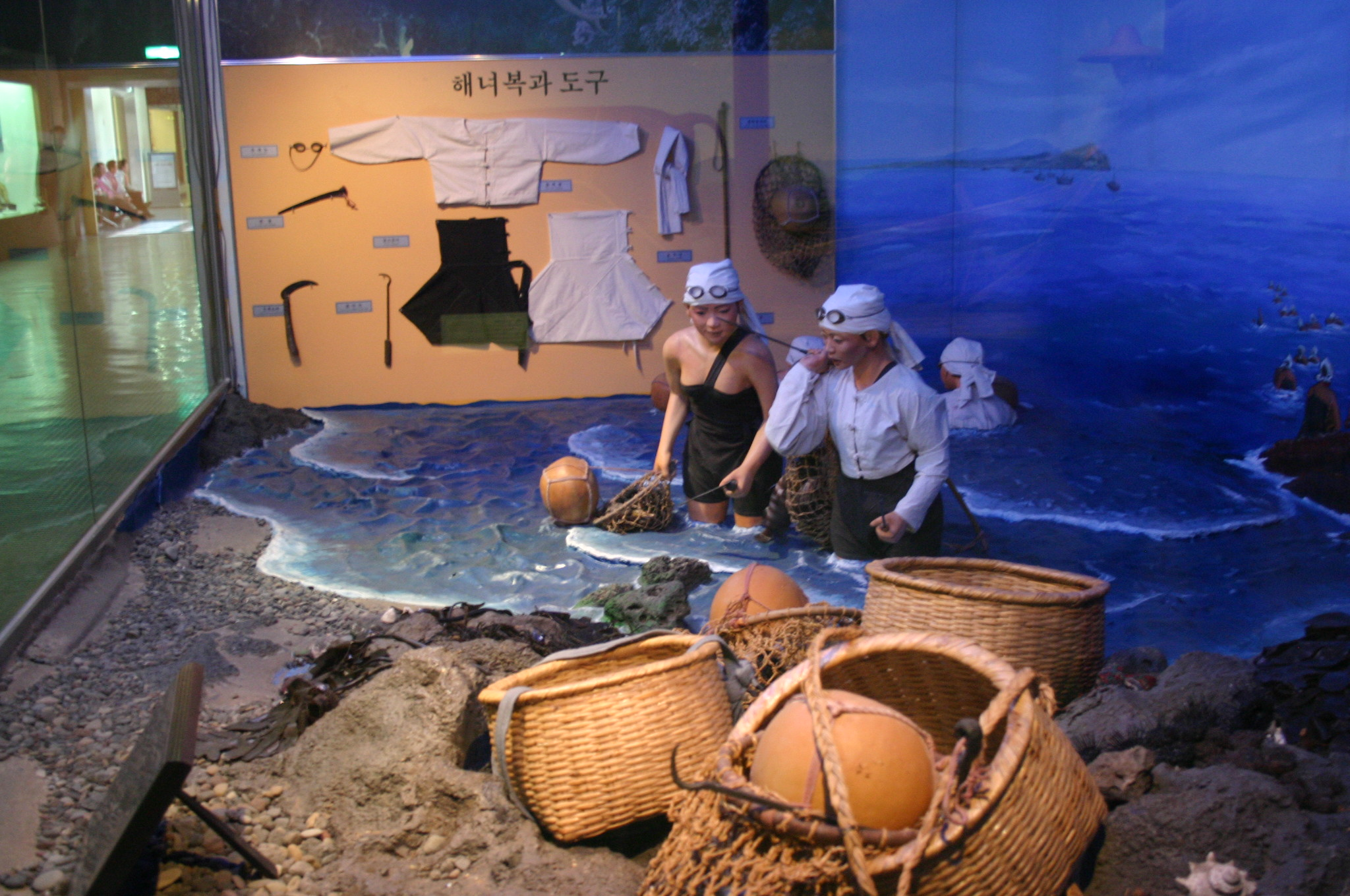
Reconstrucción de las Haenyeo tradicionales, en un museo.

Desde ese periodo, sin embargo, la industria de las haenyeo entró en declive. Al igual que ocurrió en toda Corea, en la propia isla de Jeju la estructura económica cambió y para 1978 el turismo había superado a los sectores económicos tradicionales, como la agricultura. Esta circunstancia tuvo un impacto considerable en el número de buceadoras. Debido al aumento de alternativas a lo que constituía un trabajo duro y penoso, muchas mujeres abandonaron la industria de la pesca subacuática. Entre 1965 y 1970 el número de buceadoras cayó en picada, pasando de 23 081 a 14 143. Más dañino resultó para la industria de las haenyeo el hecho de que las nuevas generaciones se desligasen prácticamente de este mundo, al abrírseles mejores oportunidades económicas. La ausencia de nuevas aspirantes se tradujo en un progresivo envejecimiento. Para 1970 el 31% de las buceadoras tenían 30 años o menos, mientras que el 55% tenía una edad que iba de los 30 a los 49 años y solo el 14% tenían más de 50 años; sin embargo, en 2014 las cifras habían cambiado radicalmente: para entonces el 98% de las buceadoras tenían una edad media superior a los 50 años.
A pesar de este panorama, la situación ha cambiado. En la actualidad las haenyeo son consideradas como uno de los más valiosos tesoros de Jeju. El gobierno coreano ha subsidiado la adquisición de equipo para las buceadoras y les ha otorgado derechos exclusivos para la venta de marisco fresco. Además, en marzo de 2014, el gobierno solicitó a la Unesco que fueran inscritas en su lista del Patrimonio Cultural Inmaterial de la Humanidad, lo que sucedió en 2016, bajo la denominación La cultura de las buceadoras de la isla de Jeju.

## Características
Tradicionalmente, las chicas comenzaban a entrenarse cuando tenían once años. Lo hacían buceando en aguas poco profundas, trabajando a su manera hasta alcanzar mayores profundidades. Después de unos siete años de entrenamiento, una chica ya era considerada un haenyeo de pleno derecho.
Desde sus inicios las buceadoras haenyeo han usado atuendos de algodón en sus inmersiones, pero desde la década de 1970 empezaron a utilizar de forma genérica trajes acuáticos. Desde 1900 también se adoptó el uso de gafas de buceo, hecho relevante dado que hasta entonces la búsqueda subacuática se realizaba mediante la visión natural, sin instrumentos y/o protección. El uso de los modernos trajes acuáticos también ha facilitado considerablemente a las haenyeo el sumergirse en aguas frías. La introducción de los trajes de neopreno implicó que las buceadoras podían permanecer en el agua de cinco a seis horas en una sola inmersión, incluso durante el invierno.
Un estudio publicado en mayo de 2025 identificó en una muestra de treinta haenyeo (con una media de edad de 65 años) algunas adaptaciones fisiológicas y genéticas determinadas en estas mujeres por la práctica durante generaciones del buceo en apnea y aguas gélidas. Se pudo observar una bradicardia pronunciada durante el buceo, así como una variación con selección positiva en un gen asociado a la tolerancia al frío.
Sus capturas consisten en abulones, conchas, pulpos, erizos de mar, ascidias o algas pardas, así como distintos tipos de sargazos, ostras, limosnas marinas, etc.

## Galería

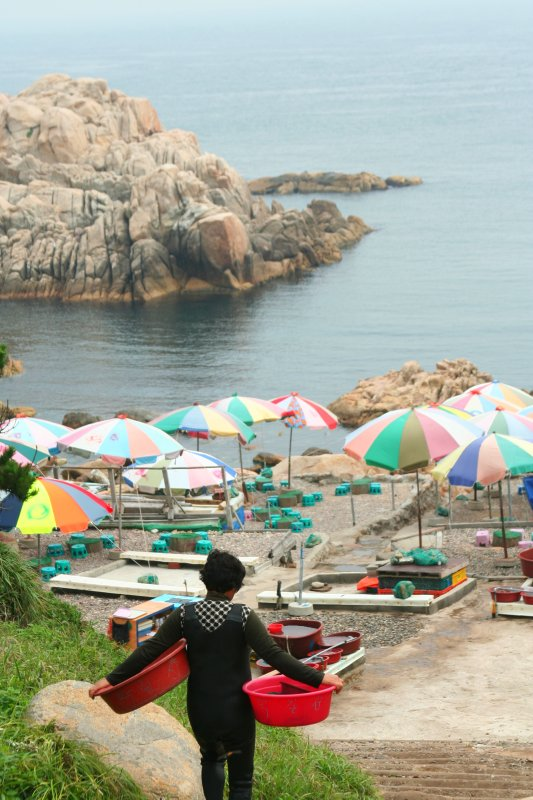
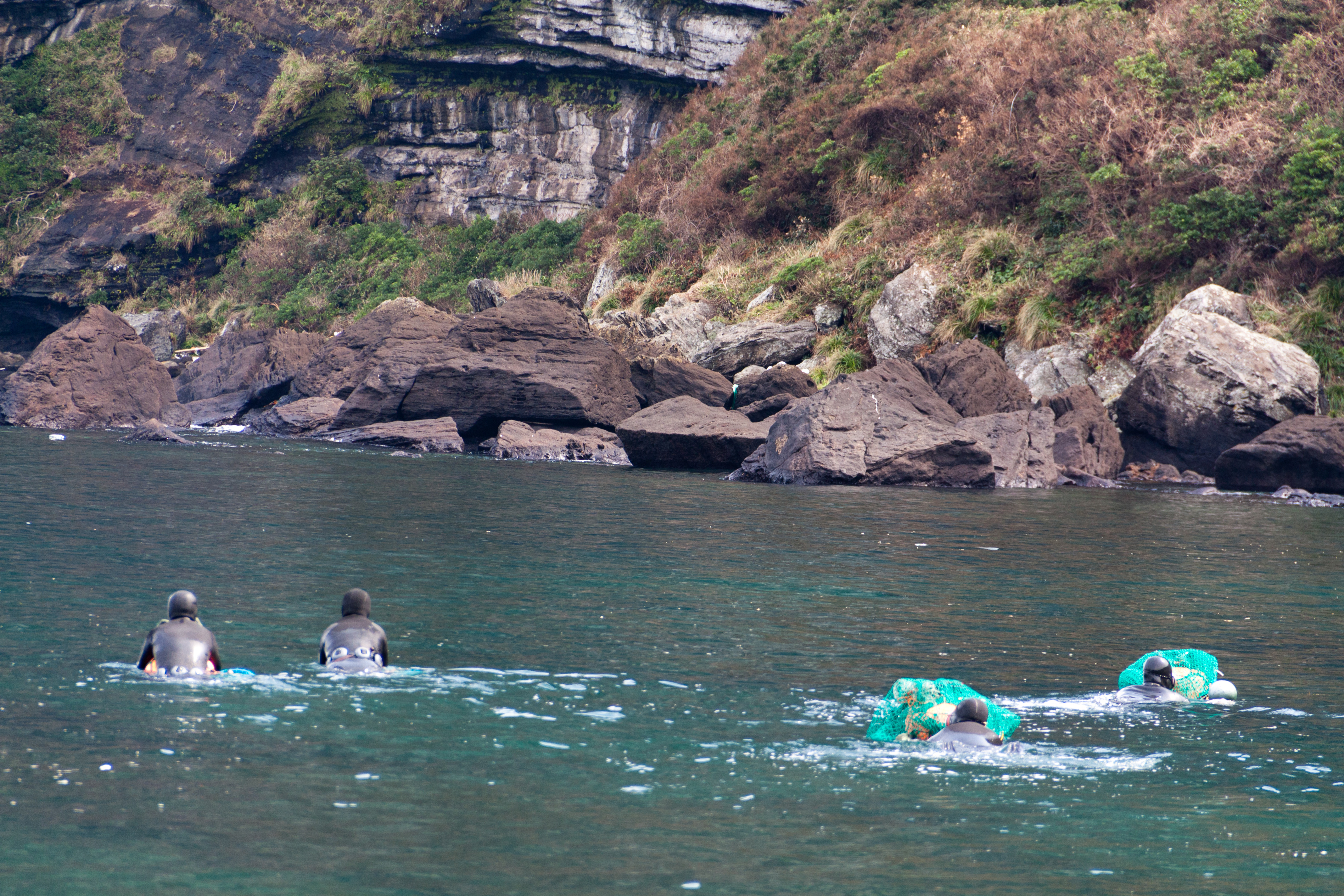
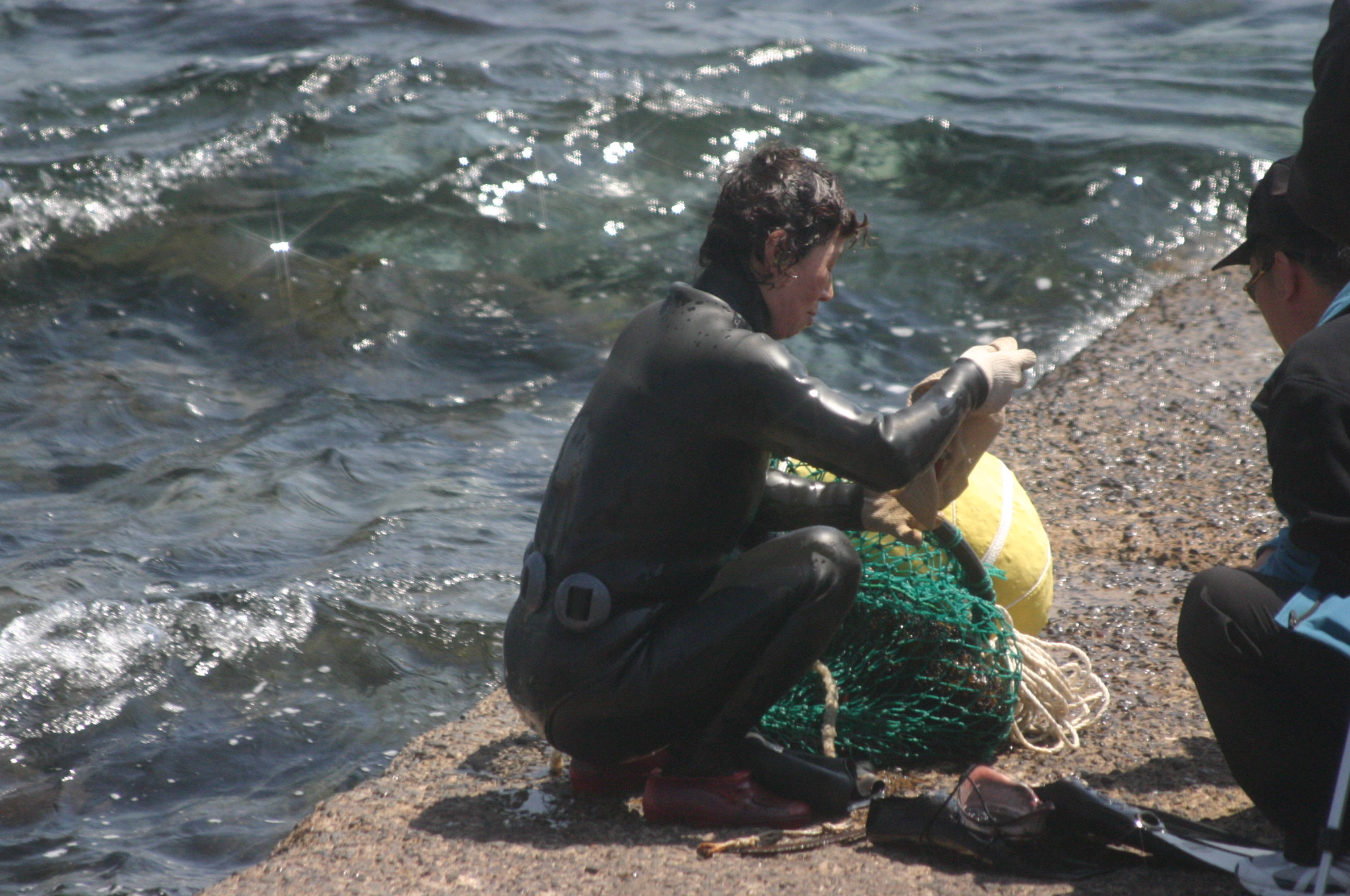
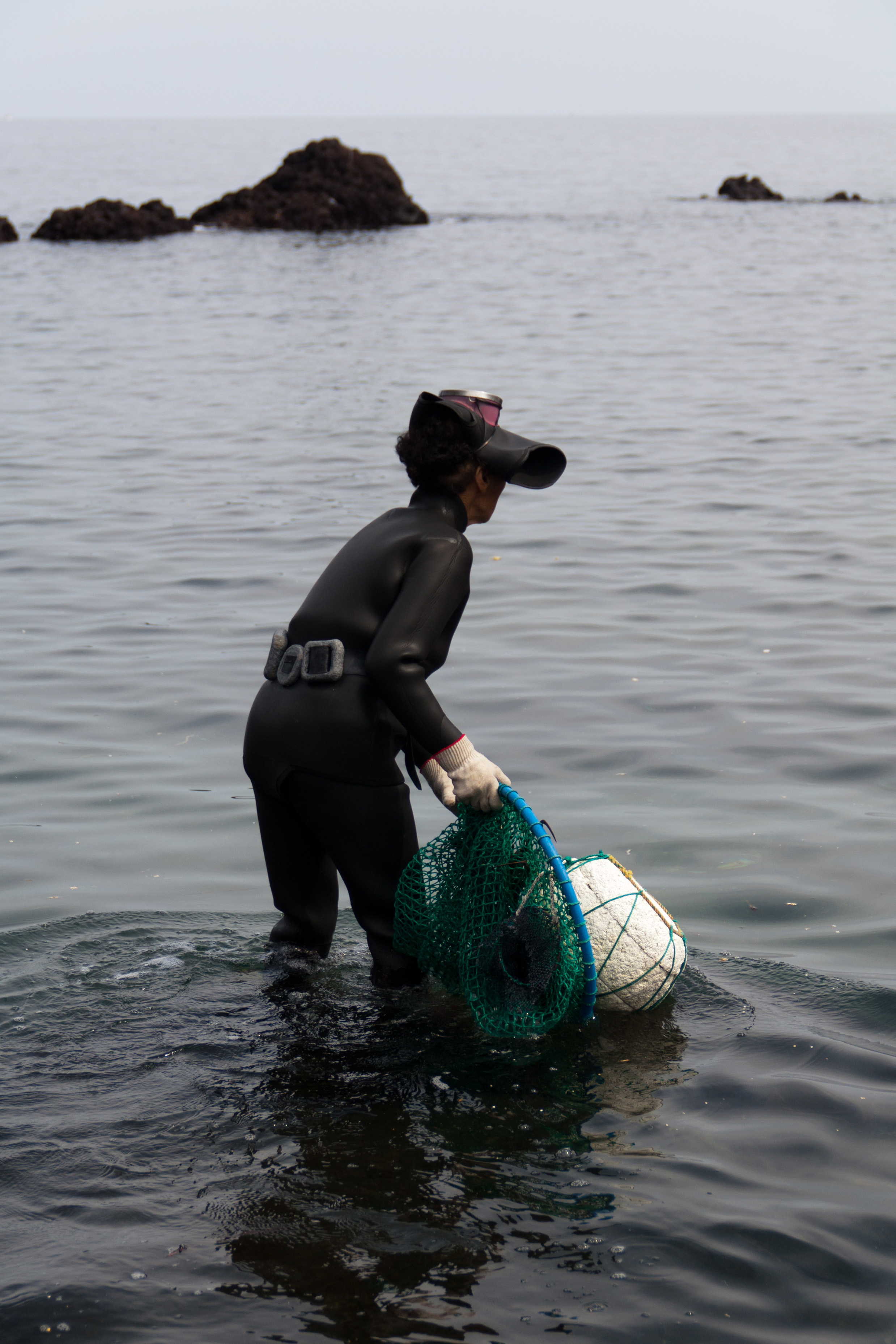
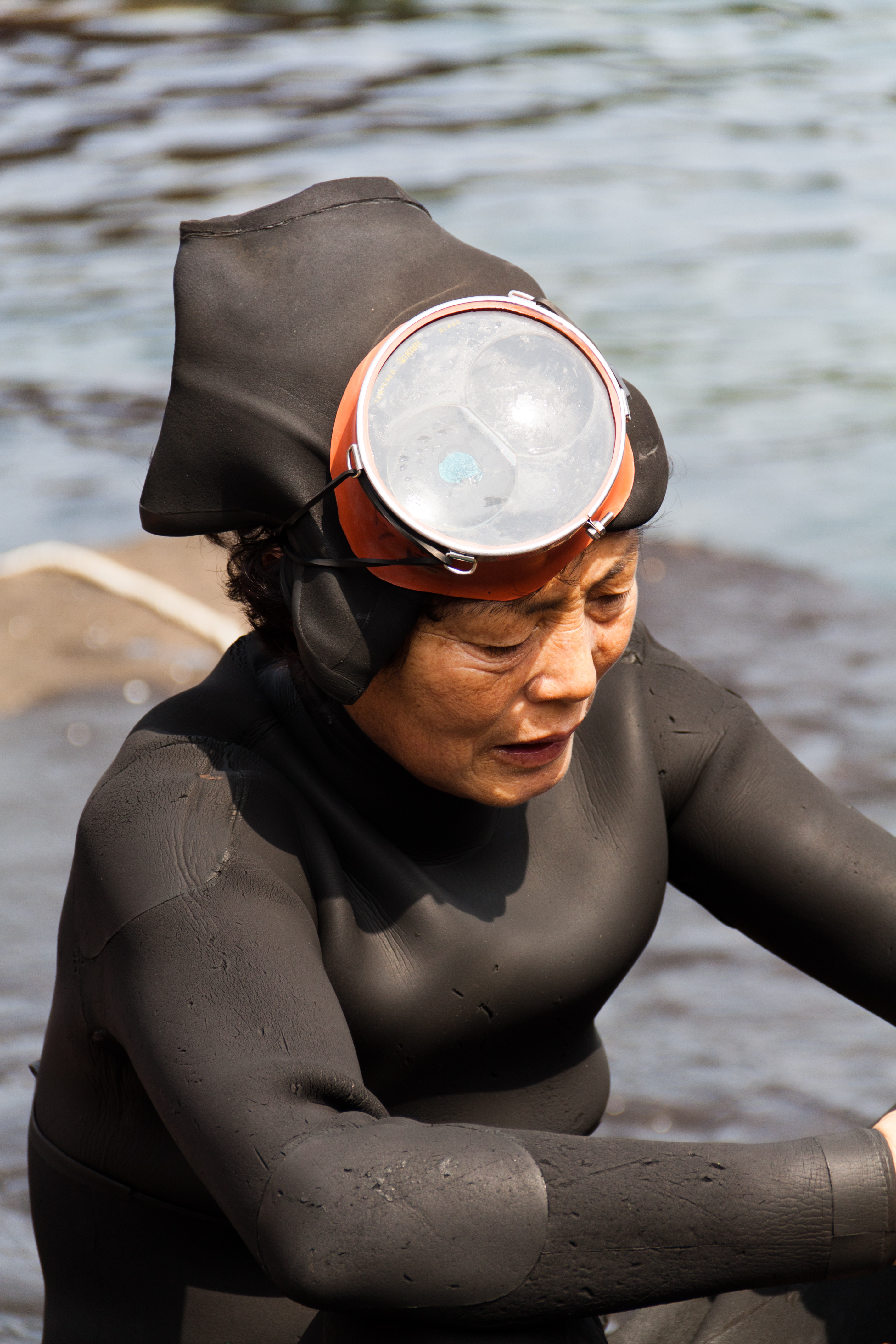

## Cine y televisión
La vida y el trabajo de las haenyeo se han representado con frecuencia en el cine y la televisión no solo de su país. A continuación algunos de los títulos más representativos:
- My Mother, the Mermaid, película de 2004 cuya coprotagonista fue una haenyeo.
- Tamra, la isla, serie de televisión de 2007 ambientada en 1640.
- Swallow the Sun, serie de televisión de 2009.
- Nicole Gormley, Lessons from Jeju, cortometraje documental de 2020.[18]
- Nuestro horizonte azul, serie de televisión de 2022 donde varios de los personajes son buceadoras.
- De vuelta en Samdal-ri, serie de televisión de 2023.
- Sue Kim, Las últimas mujeres del mar, documental producido por Malala Yousafzai para Apple TV+, estrenado en el Festival Internacional de Cine de Toronto de 2024.[19]
- Si la vida te da mandarinas..., serie de televisión de 2025 (Netflix).